# 番龙眼
番龙眼，同物異名绒毛番龙眼，東南亞華人亦俗稱山龍眼，是無患子科番龙眼属唯二物種之一，屬常綠大喬木，具有發達的板根，原生於亞洲南部至東南部，以及美拉尼西亚諸島。其果實人類可食，木材亦可用作建材與船材，在許多文化中是重要的民族植物，可能隨南島民族的擴張而向東播遷至新喀里多尼亞、密克羅尼西亞、玻里尼西亞等地。
「番龍眼」原為臺灣日治時期的植物學家所擬之和名，由臺灣話番仔龍眼演變而來，因其形似同屬無患子科的龍眼，分布區域又多在臺灣原住民居住地而得名。本種在臺灣僅見於東部，以及臺東外海的蘭嶼，故又常被稱作臺東龍眼或蘭嶼龍眼。